# Liste der Bodendenkmäler im Schöllkrippener Forst
Auf dieser Seite sind die Bodendenkmäler in dem unterfränkischen gemeindefreien Gebiet Schöllkrippener Forst zusammengestellt. Diese Tabelle ist eine Teilliste der Liste der Bodendenkmäler in Bayern. Grundlage ist die Bayerische Denkmalliste, die auf Basis des Bayerischen Denkmalschutzgesetzes vom 1. Oktober 1973 erstmals erstellt wurde und seither durch das Bayerische Landesamt für Denkmalpflege geführt wird. Die folgenden Angaben ersetzen nicht die rechtsverbindliche Auskunft der Denkmalschutzbehörde.

## Bodendenkmäler im Schöllkrippener Forst
| Lage       | Objekt                                                       | Akten-Nr.     | Bild |
| ---------- | ------------------------------------------------------------ | ------------- | ---- |
| (Standort) | Frühneuzeitliche Glashütte                                   | D-6-5921-0044 |      |
| (Standort) | Glashütten des späten Mittelalters und der frühen Neuzeit    | D-6-5821-0015 |      |
| (Standort) | Bergbauareal des späten Mittelalters oder der frühen Neuzeit | D-6-5821-0039 |      |
| (Standort) | Glashütte des späten Mittelalters oder der frühen Neuzeit    | D-6-5821-0040 |      |
| (Standort) | Glashütte des späten Mittelalters oder der frühen Neuzeit    | D-6-5821-0046 |      |
| (Standort) | Mittelalterlicher Burgstall                                  | D-6-5921-0037 |      |
| (Standort) | Spätmittelalterliche bis neuzeitliche Landwehr               | D-6-5921-0038 |      |
| (Standort) | Hoch- bis spätmittelalterliche Glashütte                     | D-6-5921-0039 |      |
| (Standort) | Spätmittelalterliche bis frühneuzeitliche Glashütte          | D-6-5921-0041 |      |
| (Standort) | Spätmittelalterliche bis frühneuzeitliche Glashütte          | D-6-5921-0043 |      |
| (Standort) | Spätmittelalterliche bis neuzeitliche Landwehr               | D-6-5921-0103 |      |
| (Standort) | Spätmittelalterliche bis frühneuzeitliche Glashütte          | D-6-5921-0045 |      |
| (Standort) | Spätmittelalterliche Glashütte                               | D-6-5921-0046 |      |
| (Standort) | Frühneuzeitliche Glashütte                                   | D-6-5921-0047 |      |
| (Standort) | Spätmittelalterliche bis frühneuzeitliche Glashütte          | D-6-5921-0064 |      |
| (Standort) | Spätmittelalterliche bis frühneuzeitliche Glashütte          | D-6-5921-0065 |      |
| (Standort) | Spätmittelalterliche bis frühneuzeitliche Glashütte          | D-6-5921-0072 |      |
| (Standort) | Spätmittelalterliche bis frühneuzeitliche Glashütte          | D-6-5921-0100 |      |
| (Standort) | Spätmittelalterliche bis frühneuzeitliche Glashütte          | D-6-5921-0101 |      |
| (Standort) | Spätmittelalterliche bis frühneuzeitliche Glashütte          | D-6-5921-0102 |      |
| (Standort) | Spätmittelalterliche bis frühneuzeitliche Glashütte          | D-6-5921-0042 |      |
| (Standort) | Glashütte des späten Mittelalters oder der frühen Neuzeit    | D-6-5821-0036 |      |